# Односи Србије и Бахреина
Односи Србије и Бахреина су инострани односи Републике Србије и Краљевине Бахреина.

## Билатерални односи
Дипломатски односи са Бахреином су успостављени 1989. године.
Амбасада Републике Србије у Граду Кувајт (Кувајт) радно покрива Бахреин. Амбасадор Републике Србије у Бахреину од 2024. је Татјане Гарчевић.

### Посете
- Председник Србије Александар Вучић био је у званичној посети Бахреину од 12.3. до 14.3.2021.

### Економски односи
- У 2021.г. домаћи извоз достигао је износ од 2,25 милиона УСД, а увоз 61,8 милиона.
- У 2020.г. извоз Србије је износио 1,38 милиона УСД, а увоз 39,3 милиона долара.
- У 2019.г. извоз наше земље био је 1,35 милиона УСД, а увоз 22 милиона.[4][5]